# Sassanfahrt

Ehemaliges Wappen

Sassanfahrt (bambergisch: Süsselfoar) ist ein Gemeindeteil des Marktes Hirschaid im oberfränkischen Landkreis Bamberg in Bayern. Das Pfarrdorf hat rund 2200 Einwohner.

## Geschichte

Schloss Sassanfahrt

Sassanfahrt wurde erstmals mit „Gunzo von Sazenvart“ fassbar und 1124 urkundlich als „Sazenvare“ erwähnt. Der Ortsname entstand im Zusammenhang mit der Fähre über den Fluss Regnitz, an dem sich die Sachsen niedergelassen hatten.
Reichsgraf Julius von Soden, der das Gut Sassanfahrt 1784 gekauft hatte, vergrößerte den Ort um 1790 durch seine Siedlungspolitik. Er ließ sogenannte Tropfhäuser errichten, die ihren Namen durch die Definition der Grundstücksgrenze erhielten. Diese befand sich an der Stelle, an der von den Dachtraufen das Wasser tropfte. Mit der Gründung der „Vorlent-Cassa“, von der die armen Bewohner der Tropfhäuser Darlehen erhielten, um sich die Häuser zu kaufen, linderte Reichsgraf von Soden die Not der Bevölkerung. So wuchsen Sassanfahrt und Köttmannsdorf, die um 1750 nur insgesamt 20 ritterschaftliche Anwesen zählten, in wenigen Jahren auf über 130 Wohnstellen. Trotz aller Bemühungen des Reichsgrafen blieb Armut ein Kennzeichen der Tropfhäuserbewohner.
Er beabsichtigte, nicht nur Arbeiter für seine Papiermühle anzusiedeln, sondern die neuen Einwohner auch zu „arbeitssamen und nützlichen Staatsbürgern“ zu erziehen. Deshalb gründete von Soden 1794 für Sassanfahrt und Köttmannsdorf eine eigene Schule. Dieses Konzept schlug jedoch fehl. Nur wenige neue Bewohner fanden in den Betrieben des Reichsgrafen Arbeit.
Der Mangel an Ackerland führte zur Unterversorgung. Die sodensche Siedlungspolitik führte trotz aller gut gemeinten Pläne und fortschrittlichen Maßnahmen zu noch größerer Armut und Verelendung. Über die wachsende Kriminalität der Einwohner von Sassanfahrt wurde schon 1808 berichtet: „Es ist aktenkundige Wahrheit, dass sich daselbst eine Pflanzschule von Bettlern… bildete“.
Gegen Ende des Zweiten Weltkriegs wurden in Sassanfahrt 18 Menschen durch ein Kampfflugzeug des Typs Messerschmitt Me 262 der deutschen Luftwaffe getötet. Deren Pilot hatte irrtümlich angenommen, Bodentruppen der US-Armee zu bekämpfen.
Sassanfahrt wurde am 1. Mai 1978 nach Hirschaid eingemeindet.

## Museen und Sehenswürdigkeiten

Tropfhaus

In der Pfarrer-Hopfenmüller-Straße 7 steht eines der letzten in ursprünglicher Art erhaltenen Tropfhäuser. Seit Juni 2003 befindet sich dort das Tropfhausmuseum, vermutlich das kleinste Museum in Bayern, (4,20 Meter hoch, Grundfläche etwa 8 × 9 Meter).

Grundriss eines Tropfhauses

Viele der ursprünglich etwa 80 Tropfhäuser wurden umgebaut und modernisiert und sind zum Teil bewohnt. Auf dem Grundriss sind die beengten Wohnverhältnisse zu sehen, die sich nicht selten acht oder neun Personen teilen mussten. Die meisten dieser Häuser wurden abgerissen oder völlig umgebaut. Das Haus in der Pfarrer-Hopfenmüller-Straße ist noch in seiner ursprünglichen Form erhalten. Ein weiteres in der St.-Mauritius-Straße wurde nur unwesentlich verändert.
Ein Gedenkstein für die Opfer eines Bombenangriffs im Jahre 1945, bei dem 18 Frauen, Männer und Kinder ums Leben kamen, steht vor dem Schlossplatz.
Der alljährliche Osterbrunnen befindet sich bei der St.-Mauritius-Kirche.
Das Sassanfahrter Schloss, das Julius von Soden sich Ende des 18. Jahrhunderts hatte erbauen lassen, wurde von der Gemeinde Hirschaid aufgekauft und nach drei Jahren Sanierung im Juli 2014 als Bildungs- und Kulturzentrum eröffnet. Es kann für Tagungen oder Seminare gemietet werden. Teile der alten Schlossmauer sind noch erhalten.

## Religion
Kirchlich gehörte der Ort mit Köttmannsdorf zur Mutterpfarrei Seußling. Die eigene St.-Mauritius-Kirche wurde 1929 geweiht. Selbstständige Pfarrei wurde Sassanfahrt 1956. Die Kapelle neben der Kirche war ursprünglich evangelisch und diente als Begräbnisgruft. Eine der letzten Nachfahren (Wohltäterin Maurizia) des Grafengeschlechts überließ sie den katholischen Einwohnern von Sassanfahrt. Die Kapelle wurde mit einem hölzernen Anbau vergrößert. Aus Platzgründen wurde 1929 die neue Kirche gebaut.